# Pflixburg
Die Pflixburg (französisch Château du Pflixbourg, deutsch auch Plixburg, eigentlich Blicksburg) ist die Ruine einer mittelalterlichen Höhenburg bei Wintzenheim im Département Haut-Rhin im Elsass, gut acht Kilometer westlich von Colmar.

## Geographische Lage
Die Pflixburg liegt am Ostrand der Vogesen in 454 Metern Höhe auf einer von Süden ins Münstertal vorspringenden Granitkuppe. Sie überwacht den Talausgang und das westliche Vorland der Stadt Colmar in der Oberrheinischen Tiefebene. Im Südosten wird sie von der gut 200 Meter höher liegenden Burg Hohlandsberg dominiert. Erreichbar ist die Pflixburg über einen kurzen Fußweg von einem an der Route des cinq châteaux (Fünf-Burgen-Straße) gelegenen Parkplatz. Als offene Ruine ist sie jederzeit zugänglich.

## Geschichte
Der Burgberg war möglicherweise schon in der Bronzezeit besiedelt. Die Burg, die zum Reichslehen Plixburg des Heiligen Römischen Reichs gehörte, wurde zwischen 1212 und 1219 im Auftrag Kaiser Friedrichs II. als staufischer Stützpunkt am Oberrhein errichtet. Erstmals erwähnt wird sie als Blickisberc am 7. Mai 1220 in einer Schenkungsurkunde des Reichsministerialen Friedrich von Schauenburg. 1276 war die Pflixburg Hauptsitz des Oberelsässer Landvogts Konrad Werner III. von Hattstatt. König Adolf von Nassau verpfändete die Burg 1298 an die Üsenberger. Weitere Verpfändungen der nun zunehmend an Bedeutung verlierenden Burg erfolgten 1316 an Otto IV. von Ochsenstein, 1330 an König Johann von Böhmen und 1375 an die Herren von Hus. 1430 schenkte sie König Sigismund seinem Vizekanzler Kaspar Schlick, der sie 1434 an Maximin I. Smassmann von Rappoltstein verkaufte. Die Burg war in der Folge mit ein Anlass für eine Fehde zwischen den Hattstattern und Rappoltsteinern, doch wurde sie offenbar nicht zerstört, sondern von den Rappoltsteinern aufgegeben. In den Jahren 1864, 1983 und 2006 fanden Sanierungen an der Ruine statt, die seit 1968 als Monument historique unter Denkmalschutz steht.

## Burganlage

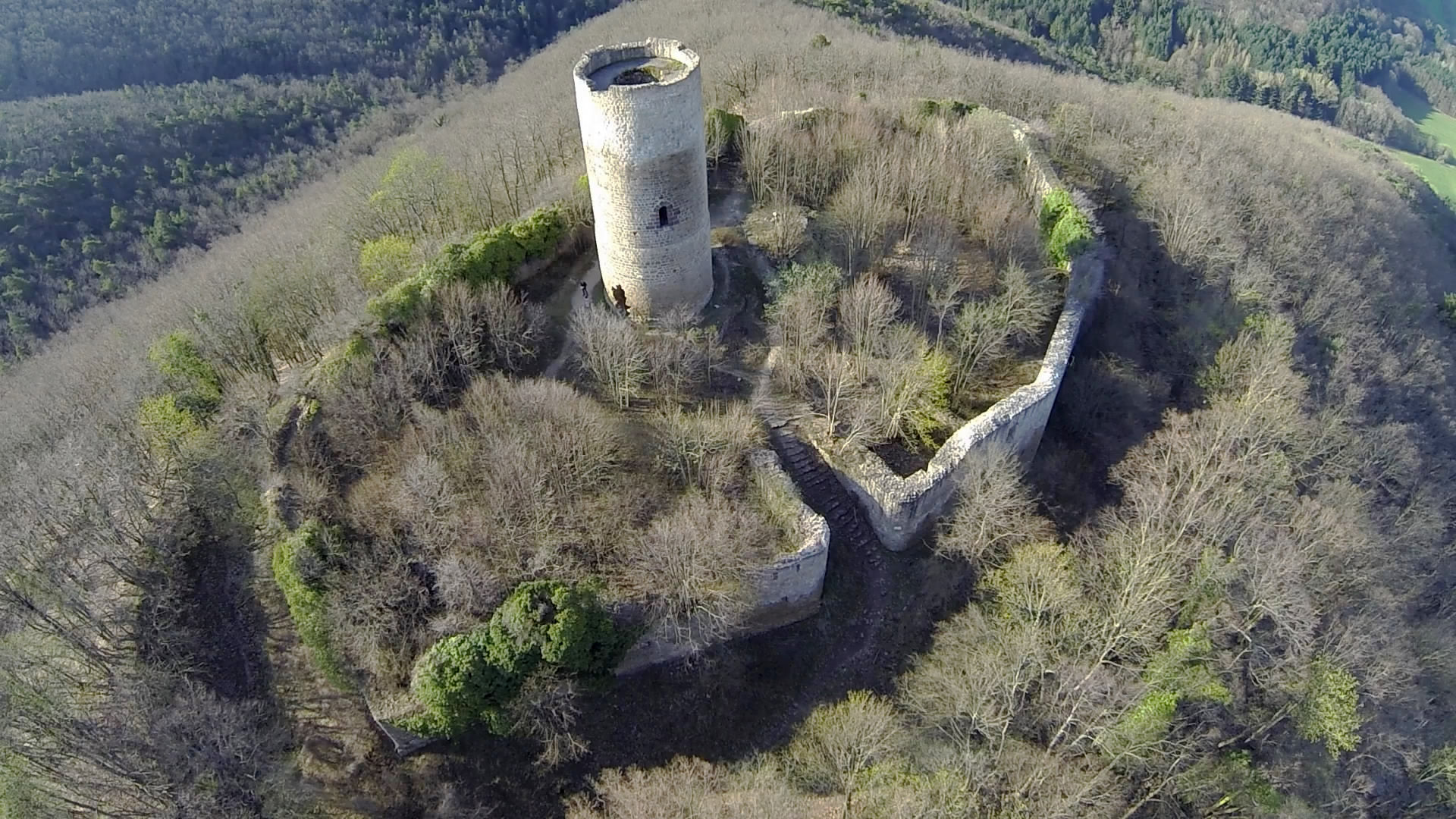
Luftbild

Die Pflixburg besteht aus einer fast vollständig erhaltenen Ringmauer in Granitquadern auf langgestreckt siebeneckigem Grundriss von etwa 70 × 40 Metern Ausdehnung. Beherrscht wird die Anlage von einem 23 Meter hohen, heute unzugänglichen runden Bergfried. Die nur in geringen Resten erhaltenen Wohn- und Wirtschaftsbauten waren an die Ringmauer angelehnt, wodurch die Anlage dem Typus der Randhausburg entspricht. Die Burg war ringsum von einem Graben umgeben. Einzigartig im Elsass ist die Anordnung des (heute verschwundenen) Burgtors am Ende einer 12 Meter langen, ansteigenden Torgasse. Gut erhalten ist ferner eine aus dem Felsen gehauene, überwölbte Zisterne (Grundfläche 5 × 7 Meter, Höhe 5 Meter).